# First Hawaiian Bank
First Haiwaiian Bank est une banque américaine fondée en 1858 ; elle est la plus vieille et plus importante banque d'Hawaï où elle possède cinquante-six bureaux. Elle est aussi présente à Guam avec trois agences, et deux à Saipan. Elle offre tous les produits financiers d’une grande banque. 

## Histoire
En 1998, First Haiwaiian fusionne avec Bank of the West (filiale de BNP Paribas) et donne naissance à BancWest Bancorp dont BNPP est le principal actionnaire avec 45 % du capital. En 2001, BNPP acquiert le solde, faisant de BancWest une filiale à 100 % de BNP Paribas.
À partir de l'année 2016, BNP Paribas se désengage progressivement du capital de sa filiale. En août 2016, la banque américaine First Hawaiian entre à la Bourse de New-York. L'opération permet à BNP Paribas de lever 485 millions de dollars et donne à l'ensemble de l'entreprise une valorisation de 3,2 milliards. BNP Paribas possède alors toujours 84,9 % du capital après l'entrée en bourse. En février 2017, BNP Paribas vend une participation de 18 % à 20 % pour environ 800 millions de dollars, faisant chuter sa participation aux alentours de 64 % du capital de l'entreprise. En mai 2018, BNP Paribas fait passer sa participation de 61,9 à 48,8 %. En septembre 2018, la participation de BNP Paribas dans First Haiwaiian Bank n'est plus que de 18,4 %. Cette participation est vendue en 2019.